# Сент-Джеймс (парафія, Нью-Брансвік)
Сент-Джеймс (англ. Saint James) — парафія в Канаді, у провінції Нью-Брансвік, у складі графства Шарлотт.

## Населення
За даними перепису 2016 року, парафія нараховувала 1186 осіб, показавши скорочення на 4,4%, порівняно з 2011-м роком. Середня густина населення становила 2,1 осіб/км².
З офіційних мов обидвома одночасно володіли 50 жителів, тільки англійською — 1 130. Усього 5 осіб вважали рідною мовою не одну з офіційних.
Працездатне населення становило 62,2% усього населення, рівень безробіття — 16,4% (15,7% серед чоловіків та 15,1% серед жінок). 86,9% осіб були найманими працівниками, а 9,8% — самозайнятими.
Середній дохід на особу становив $28 970 (медіана $24 256), при цьому для чоловіків — $33 611, а для жінок $24 369 (медіани — $28 192 та $20 992 відповідно).
35,9% мешканців мали закінчену шкільну освіту, не мали закінченої шкільної освіти — 27,2%, 36,9% мали післяшкільну освіту, з яких 13,9% мали диплом бакалавра, або вищий.
| Статево-вікова структура населення | Статево-вікова структура населення | Статево-вікова структура населення | Статево-вікова структура населення | Статево-вікова структура населення |
| ---------------------------------- | ---------------------------------- | ---------------------------------- | ---------------------------------- | ---------------------------------- |
|                                    |                                    |                                    |                                    |                                    |
| Всього                             | Всього                             | 51,9%48,1%                         |                                    |                                    |
| 0 — 14 років                       | 0 — 14 років                       |                                    | 15,2%                              | 15,2%                              |
| 15 — 64 років                      | 15 — 64 років                      |                                    | 68,4%                              | 68,4%                              |
| 65 і більше                        | 65 і більше                        |                                    | 16,5%                              | 16,5%                              |
| 85 і більше                        | 85 і більше                        |                                    | 1,3%                               | 1,3%                               |
| Середній вік (років)               | Середній вік (років)               | 43,6                               | 43,6                               | 43,6                               |
| Медіана (років)                    | Медіана (років)                    | 47,847,5                           | 47,7                               | 47,7                               |
| — чоловіки — жінки                 |                                    |                                    |                                    |                                    |

| Походження мешканців:     | Походження мешканців:     | Походження мешканців: | Походження мешканців: | Походження мешканців: |
| ------------------------- | ------------------------- | --------------------- | --------------------- | --------------------- |
| Походження                |                           |                       | осіб                  | %                     |
| Корінні американці        | Корінні американці        |                       | 55                    | 4.72%                 |
| Інше північноамериканське | Інше північноамериканське |                       | 825                   | 70.82%                |
| Європейське               | Європейське               |                       | 560                   | 48.07%                |
| британське                | британське                |                       | 525                   | 45.06%                |
| французьке                | французьке                |                       | 95                    | 8.15%                 |
| Африканське               | Африканське               |                       | 10                    | 0.86%                 |

| Зайнятість населення за галузями (за класифікацією NOC): | Зайнятість населення за галузями (за класифікацією NOC): | Зайнятість населення за галузями (за класифікацією NOC): | Зайнятість населення за галузями (за класифікацією NOC): | Зайнятість населення за галузями (за класифікацією NOC): |
| -------------------------------------------------------- | -------------------------------------------------------- | -------------------------------------------------------- | -------------------------------------------------------- | -------------------------------------------------------- |
|                                                          |                                                          |                                                          |                                                          |                                                          |
| Управління                                               | Управління                                               |                                                          | 7,6%                                                     | 7,6%                                                     |
| Бізнес, фінанси та адміністрування                       | Бізнес, фінанси та адміністрування                       |                                                          | 6,8%                                                     | 6,8%                                                     |
| Охорона здоров'я                                         | Охорона здоров'я                                         |                                                          | 6,8%                                                     | 6,8%                                                     |
| Освіта, правозахист, муніципальні та урядові служби      | Освіта, правозахист, муніципальні та урядові служби      |                                                          | 8,5%                                                     | 8,5%                                                     |
| Роздрібна торгівля та послуги                            | Роздрібна торгівля та послуги                            |                                                          | 22,9%                                                    | 22,9%                                                    |
| Гуртова торгівля, транспорт та обладнання                | Гуртова торгівля, транспорт та обладнання                |                                                          | 24,6%                                                    | 24,6%                                                    |
| Природні ресурси, сільське господарство                  | Природні ресурси, сільське господарство                  |                                                          | 9,3%                                                     | 9,3%                                                     |
| Виробництво                                              | Виробництво                                              |                                                          | 13,6%                                                    | 13,6%                                                    |

## Клімат
Середня річна температура становить 5,6°C, середня максимальна – 24°C, а середня мінімальна – -15,9°C. Середня річна кількість опадів – 1 138 мм.
| Клімат поселення                              | Клімат поселення | Клімат поселення | Клімат поселення | Клімат поселення | Клімат поселення | Клімат поселення | Клімат поселення | Клімат поселення | Клімат поселення | Клімат поселення | Клімат поселення | Клімат поселення | Клімат поселення |
| Показник                                      | Січ.             | Лют.             | Бер.             | Квіт.            | Трав.            | Черв.            | Лип.             | Серп.            | Вер.             | Жовт.            | Лист.            | Груд.            |                  |
| Середній максимум, °C                         | −2,52            | −0,95            | 4,48             | 11,06            | 17,56            | 22,80            | 24,00            | 23,22            | 18,12            | 12,04            | 6,04             | −1,09            |                  |
| Середня температура, °C                       | −9,18            | −7,63            | −2,18            | 4,40             | 10,91            | 16,12            | 19,37            | 18,59            | 13,48            | 7,40             | 1,40             | −5,74            |                  |
| Середній мінімум, °C                          | −15,85           | −14,3            | −8,85            | −2,28            | 4,24             | 9,47             | 14,71            | 13,92            | 8,81             | 2,77             | −3,22            | −10,4            |                  |
| Норма опадів, мм                              | 99               | 72               | 92               | 94               | 100              | 90               | 93               | 87               | 95               | 99               | 113              | 104              |                  |
| Середньомісячна швидкість вітру, м/с          | 4.15             | 4.24             | 4.38             | 4.15             | 3.80             | 3.41             | 3.01             | 2.89             | 3.27             | 3.67             | 4.02             | 4.14             |                  |
| Середньомісячна сонячна радіація, кДж/м²·день | 5422             | 8626             | 12265            | 15535            | 18360            | 20305            | 19867            | 17774            | 13294            | 8555             | 5151             | 4244             |                  |
| --------------------------------------------- | ---------------- | ---------------- | ---------------- | ---------------- | ---------------- | ---------------- | ---------------- | ---------------- | ---------------- | ---------------- | ---------------- | ---------------- | ---------------- |
| Джерело:                                      |                  |                  |                  |                  |                  |                  |                  |                  |                  |                  |                  |                  |                  |